# Bucculatrix crataegifoliella
Bucculatrix crataegifoliella är en fjärilsart som beskrevs av Philogène Auguste Joseph Duponchel 1843. Bucculatrix crataegifoliella ingår i släktet Bucculatrix och familjen kronmalar. Inga underarter finns listade i Catalogue of Life.